# Gabón francés
El Gabón francés, oficialmente colonia de Gabón (en francés: Colonie du Gabon), era una posesión del Imperio colonial francés que existió de 1906 a 1960, fecha en la cual tomó su independencia y formó la República de Gabón.

## Historia

### Periodo precolonial
Gabón tuvo su primer contacto con los europeos alrededor de 1472. Bajo el reinado de Enrique el Navegante, dos navegantes portugueses, João de Santarém y Pedro Escobar, descubrieron el estuario del Komo. Llamaron a esta tierra Gabao debido a la forma de la costa en el estuario, que les hacía pensar en un Caban. A partir del siglo XVI, se establece un comercio con la población gabonesa de la costa. El marfil, las maderas tropicales o el caucho se intercambiaban por polvo, rifles de alcohol o artículos de vidrio. Estos bienes europeos pronto serían intercambiados por cautivos, destinados a engrosar el trabajo servil del Nuevo Mundo. Los primeros franceses llegaron a la costa en 1515. Fundaron su primer establecimiento permanente en 1765.

### Conquista francesa
Mientras que la población local tuvo contacto regular con varias naciones europeas (Portugal, Francia, Países Bajos, Reino Unido), los franceses se aprovecharon hábilmente de Gabón al firmar algunos tratados con jefes costeros desde 1839. Gabón se convirtió en una posesión francesa, con una instalación permanente y la construcción de Fort d'Aumale en 1843. En 1848, 46 cautivos liberados del barco Elizia desembarcan en Gabón. Es la fundación de Libreville bajo su nombre actual. Aunque dependiente de Gorea, Gabón se adjunta en 1859 a un nuevo conjunto: los Asentamientos franceses de la Costa de Oro y Gabón, de los cuales Libreville era la capital.
En 1886, Gabón se agrupó en Gabón-Congo, un territorio cuya capital era Libreville. Cambió su nombre a Congo francés en 1891. La separación entre las dos colonias tuvo lugar en 1906. Gabón se une a un conjunto más grande en 1910: el África Ecuatorial Francesa. Gabón seguía siendo a principios del siglo XX, un territorio poco dominado y controlado de manera muy marginal por la administración colonial. Se realizaron exploraciones en el interior con Compiègne, Brazza, pero el personal administrativo francés era insuficiente para cubrir efectivamente este territorio cubierto principalmente de bosques.

### Revueltas y "pacificación"
Varias revueltas contra la administración colonial marcaron la historia de Gabón a principios del siglo XX.
Algunos ejemplos:
- Emane Ntole, jefe fang del pueblo Nseghe, se rebeló contra la administración colonial a raíz de los conflictos sobre el comercio en la zona y también la decisión de mover su aldea para instalar fábricas. Libró una feroz lucha con los colonizadores franceses desde 1896 hasta 1902, donde se rindió después de ser traicionado por sus parientes.
- Los tsogho de Ngounié se alzó en 1904 contra los abusos de las compañías concesionarias y el impuesto de captación. La lucha no se detuvo hasta 1908, cuando Mbombé, líder de la revuelta, fue arrestado.
- La revuelta Punu comenzó en 1906 con el líder Nyonda-Makita a la cabeza. En cuanto a los tsogho, los abusos de las compañías concesionarias fueron la razón principal de la revuelta. Después de la captura de su familia por los franceses, Nyonda-Makita se rindió en 1909.
- Los fangs del norte de Gabón comienzan a levantarse en 1907 y se llaman a sí mismos "binzima" (soldado en fang). Después de varios años de enfrentamientos, las negociaciones entre los franceses y los insurgentes ayudan a preservar las vidas de los prisioneros. La administración militar es reemplazada por una administración civil, excepto en Mitzic, epicentro de la revuelta.

### Primera Guerra Mundial

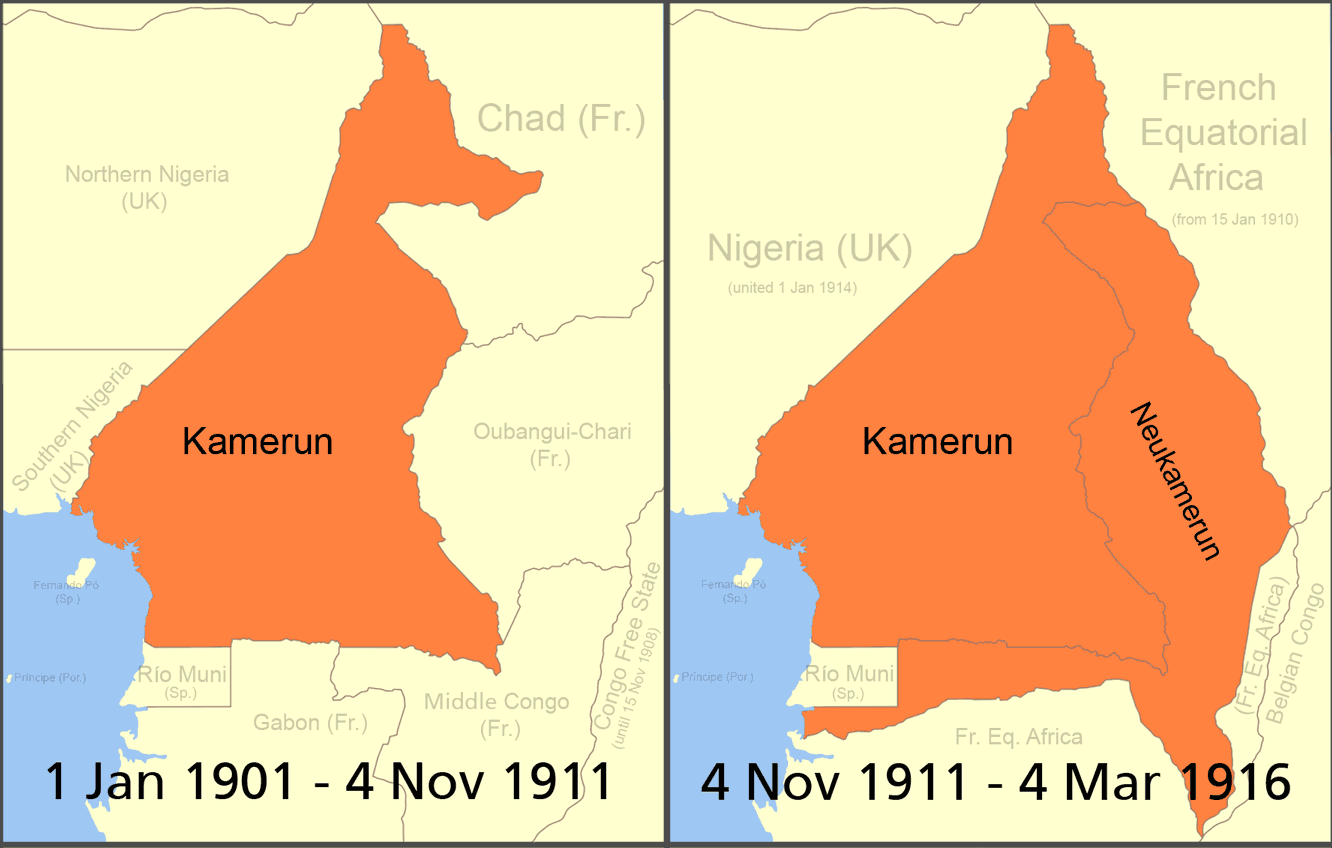
Cesión a Alemania de los territorios del Nuevo Camerún en 1911.

Las batallas de la Primera Guerra Mundial tuvieron lugar en el territorio de Gabón. Una porción del territorio fue cedida al Kamerun alemán en 1911. Uno de los primeros objetivos de Francia en esta región del mundo era apoderarse del Neukamerun. Aliadas a los belgas y los británicos, las tropas coloniales francesas participaron en la campaña de Camerún. La columna de Mitzic de tres compañías se enfrentó a una fuerte resistencia alemana en septiembre de 1914, pero finalmente tomó a Oyem y Bitam en junio y julio de 1915.

### Periodo de entreguerras
El período de entreguerras en Gabón fue testigo del nacimiento de varios movimientos políticos que comenzaron a cuestionar la colonización francesa, la discriminación racial o las exacciones de la administración colonial. En 1922, el movimiento Juventud Gabonesa fue fundado por Laurent Antchouey y Louis Bigmann. Acogió en su seno a personas como Léon Mba o Benoît Ogoula Iquaqua. Con su publicación mensual «El Eco Gabonés»  y «La Voz Colonial», Juventud Gabonesa ayudó a difundir una ideología anticolonialista entre la población. Léon Mba se distingue en este período por sus artículos en El Eco Gabonés. Nombrado jefe de cantón, fue acusado en 1931 del asesinato de dos mujeres jóvenes y fue deportado a Ubangui-Chari. La sentencia (3 años en prisión y 10 años en el exilio) pareció ser muy baja para tal crimen. Se acepta comúnmente que fue sancionado por sus actividades políticas y que los antecedentes penales que lo afectaban estaban sin duda vacíos. Se unió en Ubangui-Chari con Benoît Ogoula Iquaqua, considerado loco y acusado de perturbar el orden público en 1932.
La actividad política en la década de 1930 se caracteriza por problemas de identidad y el nacimiento de varios movimientos etnoculturales. En 1933 los mestizos, insatisfechos con su estatus, creó la asociación de los mestizos, uno de cuyos propósitos era fomentar la educación de los miembros desfavorecidos de su grupo. Un movimiento, Mutuelle Gabonaise es creado por negros educados en respuesta, para oponerse a los privilegios otorgados a la raza mixta por la administración colonial. Los mestizos obtendrían en 1936 un decreto del gobernador que les otorga un estatus especial y la creación en 1943 de un círculo de mestizos. La cuestión de los mestizos siguió siendo muy importante en Gabón durante el período colonial. En 1936, se creó un comité mpongwe para defender los derechos sobre la tierra de este pueblo, los primeros habitantes de Libreville. Se creó un comité fang en 1938 con el objetivo de defender sus intereses ante la administración colonial.

### Segunda Guerra Mundial
Varios combates de la Segunda Guerra Mundial tuvieron lugar en el territorio de Gabón. Tuvieron lugar entre las tropas de Vichy y las de la Francia Libre. Después del mitin de Chad, administrado por Felix Eboué, las Fuerzas Francesas Libres trabajaron para apoderarse del resto de la AEF y Camerún. Gabón es atacado por tierra y mar a fines de octubre de 1940. Mitzic es tomada por el FFL. El 9 de noviembre de 1940, se hundieron dos edificios de Vichy. Después de duros combates, las fuerzas de Vichy capitularon. La rendición de Port-Gentil sucedió el 12 de noviembre.

### Evolución política en la posguerra
Como en muchas colonias en África, la Segunda Guerra Mundial actuó en Gabón como un catalizador para la formación de movimientos nacionalistas. En 1946, se adoptó la constitución de la Cuarta República. Gabón ya no era formalmente una colonia sino un territorio de ultramar dentro de la Unión Francesa. El derecho de voto se otorgó a todos los habitantes del territorio, pero el principio del doble colegio se mantuvo para la composición de la asamblea territorial. Se crean varias formaciones políticas.
En 1945, nació el Partido Demócrata Africano de Paul Gondjout. La fundacipon del Comité Mixto Gabonés se llevó a cabo en 1946 por Léon Mba sobre la base del Comité Fang. La Unión Social Demócrata de Gabón, inspirada en la UDSR de François Mitterrand, también fue creada en 1946 por Jean-Hilaire Aubame. Este último ganó la escrutinio legislativo de 1946, convirtiéndose en el primer diputado gabonés en el Palacio Borbón. La primera asamblea territorial fue elegida en 1952. Ingresaron hombres como Paul Gondjout y Paul Marie Yembit. Los líderes de las dos unidades principales de entrenamiento, Mba y Aubame, también obtuvieron su escaño.
En 1954, Mba y Gondjout se unoeron y fusionaron sus dos partidos políticos para crear el Bloque Democrático Gabonés. Mba fue elegido en 1956 para el alcalde de Libreville. Las elecciones de 1957 son las que designan el primer Consejo de Gobierno. Una mayoría BDG emergió. Paul Gondjout fue elegido presidente de la asamblea, Mba es vicepresidente del Consejo. Un gobierno de consenso se constituyó con 7 posiciones para el BDG y 4 para la UDSG. En 1958, mientras se sometía a votación la constitución de la Quinta República, las dos formaciones principales, el BDG y la UDSG respaldaron el «SÍ». Solo el Partido de Unidad Nacional de Gabón (PUNGa) apoya el «NO». El SÍ se situó en el 92,6% y Gabón entra en la Comunidad Francesa.

### Hacia la independencia
En octubre de 1958, el Consejo de Gobierno de Gabón encomendó al gobernador en Libreville, Louis Sanmarco, que anunciara al gobierno francés su deseo de alcanzar el estado de departamento francés tal como lo establecía la constitución. Recibe una respuesta negativa del ministro de ultramar, Bernard Cornut-Gentille: «Sanmarco, te caíste de cabeza! ¿No tenemos suficiente de las Indias Occidentales? ¡Vamos, independencia como todos los demás!». La mayoría de los representantes de los gaboneses (tanto BDG como UDSG) creyeron ingenuamente en un proyecto de asimilación. En realidad, De Gaulle se oponía formalmente a una departamentalización. Él dirá al respecto (citado por Alain Peyrefitte): «No podemos mantener a esta población prolífica al alcance de la mano como conejos (...). Es un buen negocio emanciparlos. Nuestros contadores, nuestras escalas, nuestros pequeños territorios de ultramar, eso está bien, son polvo. El resto es demasiado pesado.». «Y luego (baja la voz), ya sabes, fue una oportunidad para que aprovecháramos: para deshacernos de esta carga, demasiado pesada para nuestros hombros, ya que la gente tiene cada vez más sed de igualdad. Nos escapamos de lo peor! (...) En Gabón, Léon Mba quería optar por el estado del departamento francés. ¡En plena África ecuatorial! ¡Habrían permanecido atados como piedras al cuello de un nadador! Tuvimos todos los problemas del mundo para disuadirlos de elegir este estado. Afortunadamente, la mayoría de nuestros africanos han estado dispuestos a tomar pacíficamente el camino de la autonomía y la independencia». Decepcionado por este rechazo de Francia, Léon Mba le habría dicho a Foccart: «...cómo puedes rechazar esto, no eres patriótico...». 
Negada la opción de la departamentalización, Gabón se involucró en el proceso que conduce a la independencia. La primera constitución de Gabón se promulgó el 19 de febrero de 1959, convirtiendo a Gabón en un Estado miembro de la Comunidad Francesa, dotado de un Gobierno, una Asamblea Legislativa, un consejo legal y un Consejo Económico y Social. El 20 de mayo de 1960, la Asamblea Legislativa ordenó al gobierno llevar a cabo negociaciones. Se formó una delegación, con políticos y representantes de las autoridades tradicionales. En julio, se llevaron a cabo negociaciones que llevaron a los Acuerdos de París firmados por León Mba y Michel Debré.
La delegación regresó a Gabón el 22 y 23 de julio, los acuerdos fueron ratificados por la legislatura. Se registró la independencia. En la tarde del 16 de agosto de 1960, Léon Mba leyó la proclamación de independencia de la República Gabonesa. A medianoche se tocan las primeras notas del Concorde, el himno nacional. 

## Evolución territorial
El territorio del Gabón colonial ha evolucionado varias veces. Gabón originalmente incluía a Kouilou y parte de la presente Sangha. Se le separó toda una parte del norte después de un acuerdo con Alemania en 1911. En 1918, Gabón recuperó la zona de Woleu-Ntem y perdió Kouilou, cedido este a Brazzaville. En 1925, el Haut-Ogooué también quedó bajo administración directa de Brazzaville. En 1946, Haut-Ogooué regresó a Gabón, que llega así a sus fronteras contemporáneas.

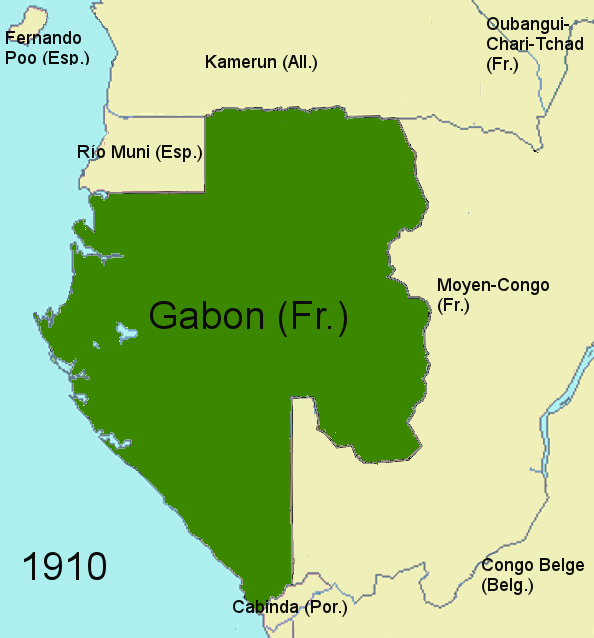
Mapa de Gabón en 1910
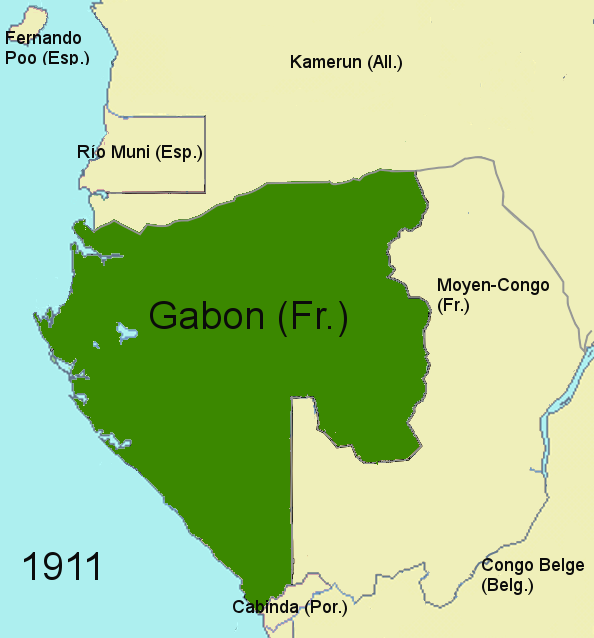
Mapa de Gabón en 1911
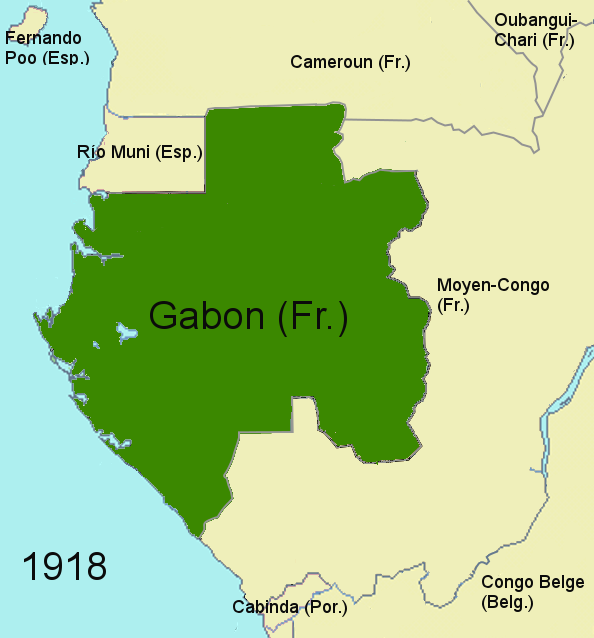
Mapa de Gabón en 1918
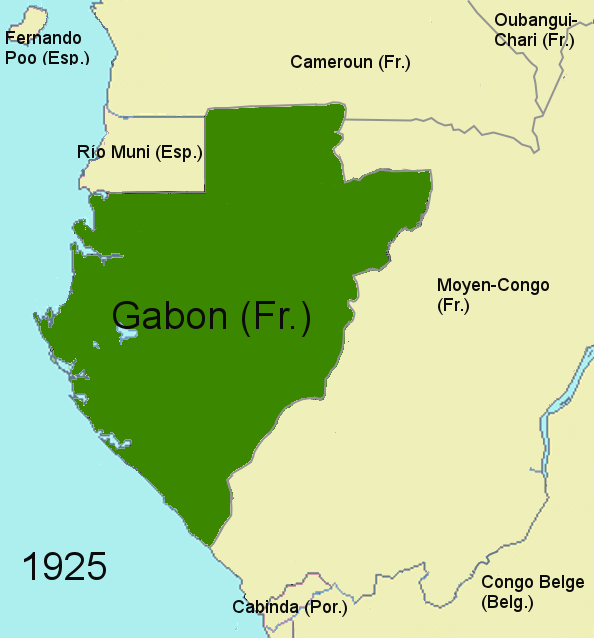
Mapa de Gabón en 1925
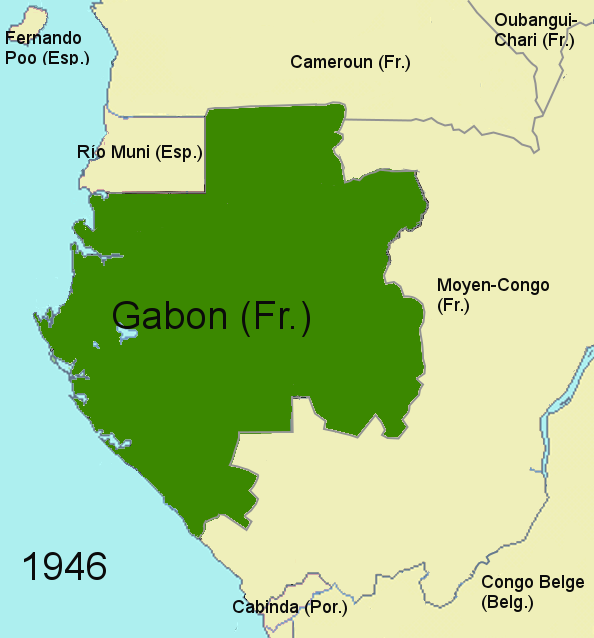
Mapa de Gabón en 1946